# Seré cualquier cosa, pero te quiero
Seré cualquier cosa, pero te quiero es una película argentina cómica y romántica de 1986 dirigida por Carlos Galettini y protagonizada por Luis Brandoni, Dora Baret, Mabel Manzotti y Carlos Moreno. Fue escrita por Luisa Irene Ickowicz y Sergio De Cecco según la obra teatral "Llegó el plomero", de Sergio De Cecco. Fue filmada en Eastmancolor y se estrenó el 22 de mayo de 1986.
La obra teatral original se había estrenado en 1980, siendo protagonizada entonces por Lito Cruz y Haydée Padilla.

## Sinopsis
Una mujer cuarentona que se siente "venida a menos" y un plomero de la misma edad ilusionado con ganar una carrera de bicicletas se conocen e inician un romance.

## Reparto
| Actor             | Personaje |
| ----------------- | --------- |
| Luis Brandoni     |           |
| Dora Baret        |           |
| Mabel Manzotti    |           |
| Carlos Moreno     |           |
| Alberto Busaid    |           |
| Nené Malbrán      |           |
| Aldo Piccioni     |           |
| Rubén Santagada   |           |
| Fernando Di Leo   |           |
| Celia Fortuna     |           |
| Micaela Brandoni  |           |
| Marcelo Alexandre |           |
| Zulema Caldas     |           |
| Daniel Aguilar    |           |
| Norberto Pagani   |           |

## Comentarios
Rómulo Berruti en Clarín dijo:

«El grotesco de la mano del amor… retoma la paleta de la comedia que se permite pinceladas frescas, pero atenuando sus tintas para no ensuciar el diseño de lo que, después es una sinfonía de amor.»

Moira Soto en La Razón opinó:

«… recurre a sabrosos ajustes costumbristas y no desdeña algún toque surrealista… y alcanza cumbres de melodrama en el más preciso sentido del término.»